# Poláci
Poláci (polsky Polacy) jsou západoslovanský národ žijící hlavně v Polsku. K polské národnosti se hlásí přibližně 60 milionů osob; jde tedy o největší západoslovanský a po Rusech druhý největší slovanský národ. Poláci hovoří polským jazykem a používají latinku; většina jich je římskokatolického vyznání.
Podle definice v preambuli polské ústavy jsou však polským národem všichni obyvatelé Polské republiky.

## Statistika
Poláci jsou šestou největší národní skupinou v Evropě. 38 milionů Poláků obývá středoevropský stát Polsko, kde tvoří odhadem 96,9 % obyvatelstva.

## Polská diaspora
Poláci mají jednu z nejpočetnějších diaspor (tzv. Polonia): v USA jich žije přes 9 milionů, v Německu 1,5 milionu, v Brazílii 1,5 milionu, v Kanadě a Francii po necelém milionu.

### Poláci v Česku

Poláci ve světě

V Česku se k polské národnosti v roce 2001 přihlásilo 51 968 osob, tj. 0,5% všech obyvatel státu. V roce 2011 se k polské národnosti přihlásilo 39 096 obyvatel. Polská menšina je v Česku soustředěna především v okresech Karviná a Frýdek-Místek, na území české části historického Těšínska. Obcí s nejvyšším procentuálním podílem Poláků na obyvatelstvu v Česku byl v roce 2001 Hrádek (téměř 43%). Poláci představují v Česku jedinou národnostní menšinu, kde se nadpoloviční většina jejích členů (56,9% k roku 2011) hlásí k náboženské víře; specifikem věřících Poláků v ČR je fakt, že mezi nimi mají vysoký podíl protestanti. Stejně jako v případě ostatních tradičních národnostních menšin v Česku (německé, slovenské a maďarské), podíl Poláků na celkové populaci České republiky má do roku 2011 snižující se trend.[chybí lepší zdroj] V souvislosti se sčítáním lidu v roce 2011 se objevila historicky první kampaň, jejímž cílem bylo přesvědčit Poláky žijící v Česku, aby se přihlásili k polské národnosti. Akci spustil Kongres Poláků v ČR. Tvářemi kampaně pojmenované Sázka na polskost (Postaw na polskość) je zpěvačka Ewa Farna a vedoucí folklorního souboru Górole Alojzy Martynek.

#### Organizace polské národnostní menšiny v ČR
- Polský kulturně-osvětový svaz v České republice
- Kongres Poláků v České republice

## Osobnosti

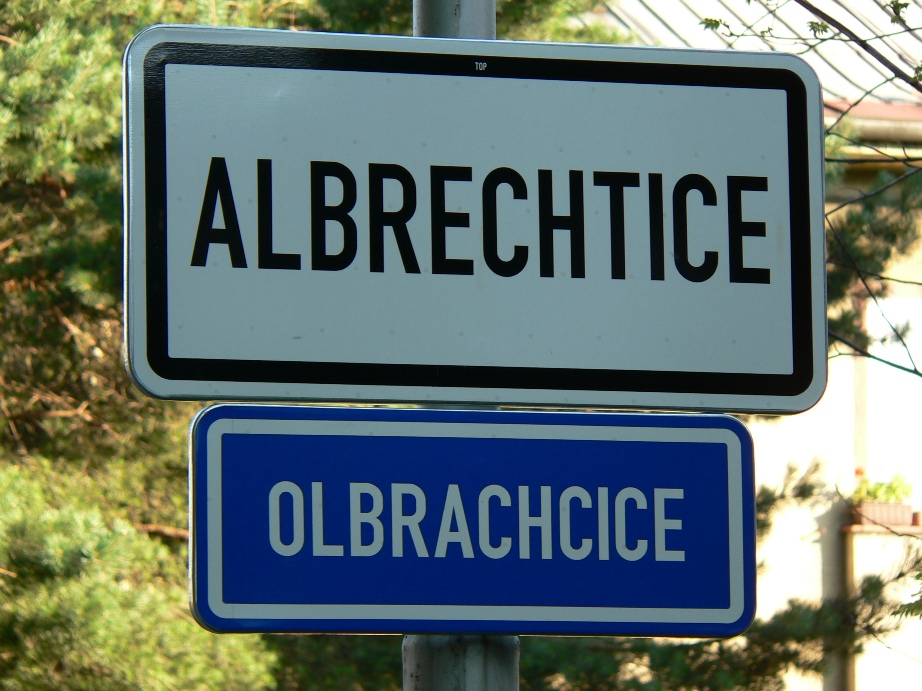
Dvojjazyčné česko-polské nápisy v Albrechticích

Poláci se mohou pochlubit dvěma velkými osobnostmi v dějinách vědy: Mikuláš Koperník je tvůrcem heliocentrického modelu v moderní astronomii, Marie Curie-Skłodowská, badatelka v oblasti radioaktivity, je první ženou, která získala Nobelovu cenu. Také nositel Nobelovy ceny za fyziologii z roku 1977 Andrew Schally měl polský původ. Stejnou cenu získal Tadeus Reichstein, který se narodil ve městě Włocławek. Ve Strzelnu se zase narodil laureát Nobelovy ceny za fyziku Albert Abraham Michelson. Ve Varšavě se narodil i zakladatel fraktálové geometrie a nositel Nobelovy ceny za fyziku Benoît Mandelbrot, stejně jako matematik Alfred Tarski. Maria Göppert-Mayer, další nositel Nobelovy ceny za fyziku, se narodila v Katovicích, stejného ocenění se dostalo Maxi Bornovi, rodáku z Vratislavi, Otto Sternovi, rodáku ze Żorů. V Niegosławicích se narodil držitel Nobelovy ceny za fyziologii Günter Blobel, v Nyse další držitel této ceny Konrad Bloch, v Gdaňsku vynálezce teploměru Gabriel Fahrenheit a také středověký astronom Johannes Hevelius, známý svým výzkumem Měsíce. I člen proslulé Lvovské matematické školy Stefan Banach se narodil na území dnešního Polska, v Krakově, který tehdy ovšem patřil Rakousko-Uhersku (stejně jako Lvov, kam odešel). Dalším členem této školy byl Hugo Steinhaus, rodák z Jasla. Banachovým žákem byl Stanisław Ulam, rodák přímo ze Lvova. V tomto "městě talentů" se narodil i další matematik Jan Łukasiewicz, do tamní slavné Skotské kavárny chodívali i Kazimierz Kuratowski či Wacław Sierpiński, kteří oba později přispěli k topologii a teorii množin. Matematik Marian Rejewski prolomil roku 1932 šifrovací kód německé armády Enigma, což později zásadně ovlivnilo průběh druhé světové války. Ignacy Łukasiewicz vynalezl petrolejovou lampu. Astronom Aleksander Wolszczan objevil jako první ve Vesmíru planety, které nekrouží kolem hvězdy. Jako chemik, ale i jako esperantista se proslavil Antoni Grabowski.
V oblasti humanitních a sociálních věd vynikl sociolog Zygmunt Bauman, byť toho z Polska roku 1968 vyštvala antisemitská kampaň. Kulturním antropologem je Bronisław Malinowski. Předchůdcem osvícenství a moderní pedagogiky byl Stanisław Konarski. Filozof Józef Maria Hoene-Wroński zavedl známý pojem "mesianismus". Jazykovědcem 19. století byl Jan Niecisław Baudouin de Courtenay, ve 20. století myšlení o jazyce silně ovlivnil filozof Alfred Korzybski. Filozof Leszek Kołakowski byl ctěn jako znalec marxistického myšlení. Polský rodák Leonid Hurwicz získal Nobelovu cenu za ekonomii. Ludvík Lazar Zamenhof vytvořil umělý jazyk – esperanto. Ve Włocławku se narodil německy píšící literární teoretik Marcel Reich-Ranicki.

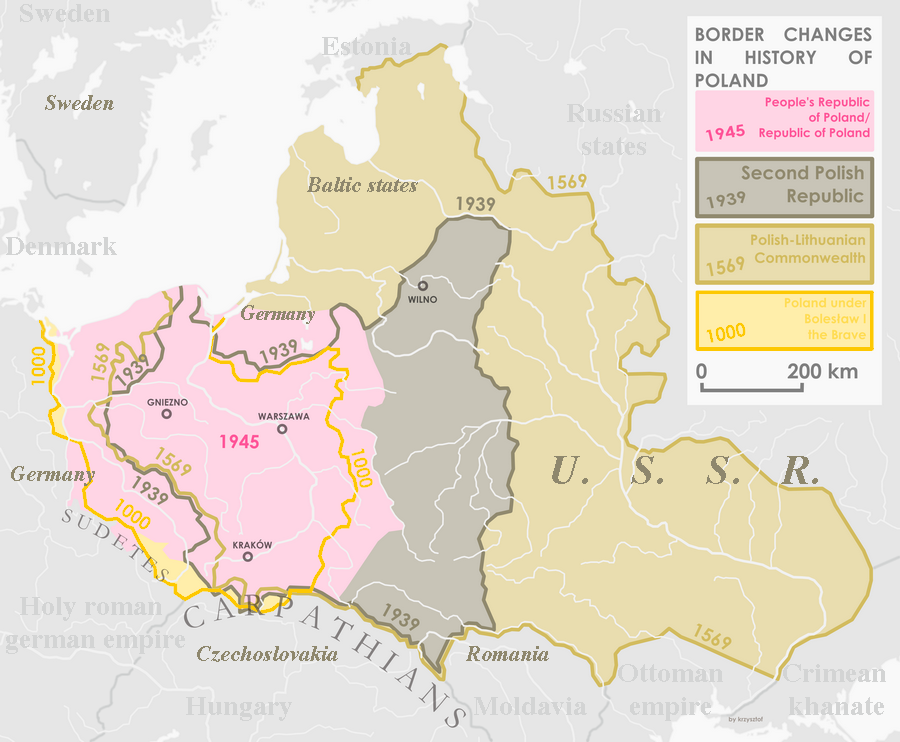
Změny hranic Polska v průběhu historie

Za hlavní politickou osobnost Poláci považují papeže Jana Pavla II., prvního polského a slovanského papeže v historii. Za zakladatele polského státu považují svého prvního krále Boleslava Chrabrého. Ctí také vůdce velkých vzpour – Tadeusze Kościuszka, Józefa Bema a Emilii Platerovou. Také marxistickou revolucionářku Rosu Luxemburgovou lze považovat za Polku. Polským národním hrdinou je předseda londýnské exilové vlády za druhé světové války Władysław Sikorski. Hrdinkou protifašistického odboje byla též Irena Sendlerová. Také osud pediatra Janusze Korczaka se stal příběhem univerzálního dosahu. Vůdce odborového svazu Solidarita Lech Wałęsa získal roku 1983 Nobelovu cenu za mír. Fyzik Józef Rotblat, rodák z Varšavy, získal stejné ocenění za boj za jaderné odzbrojení. V Polsku se narodil i známý "lovec nacistů" Simon Wiesenthal. K disidentům a zakladatelům Solidarity patřil i Adam Michnik, později šéfredaktor největšího polského deníku Gazeta Wyborcza. K pilířům intelektuálního okruhu kolem Solidarity patřili historik Bronisław Geremek či kněz Jerzy Popiełuszko, zavražděný nakonec tajnou policií. Z postkomunistické politické generace to až na "prezidenta" Evropské unie dotáhl Donald Tusk.
Nejslavnějším polským hudebním skladatelem je Frederic Chopin. K jeho proslulosti se zčásti přiblížili Stanisław Moniuszko, Henryk Wieniawski či Ignacy Jan Paderewski. Osud skladatele Władysława Szpilmana vypráví Polanského film Pianista. Hudbu k tomuto filmu napsal klasik polské filmové hudby Wojciech Kilar. Ke Kieślowského filmovým opusům psal hudbu Zbigniew Preisner. Modernistickou vážnou hudbu ovlivnil Karol Szymanowski, pod jeho silným vlivem tvořila Gražyna Bacewiczová. Britský deník Guardian za největšího žijící polského skladatele roku 2012 označil Krzysztofa Pendereckiho. Tuto štafetu převzal patrně od Henryka Góreckiho, a ten zase od Witolda Lutosławskiho. Wanda Landowska byla světově proslulou cembalistkou, k nejslavnějším světovým klavíristům patřil Arthur Rubinstein. Kabaretní zpěvačka Violetta Villas, narozená v Belgii polským rodičům, se stala ženou nevšedního životního příběhu.
Do pokladnice světové literatury vstoupilo dílo spisovatelů Adama Mickiewicze a Henryka Sienkiewicze. Mickiewicz je v Polsku řazen k tzv. třem bardům polské literatury, dalšími dvěma jsou Juliusz Słowacki a Zygmunt Krasiński. V žánru sci-fi patří ke klasikům Stanisław Lem, v příbuzném žánru fantasy má podobnou pozici tvůrce slavné ságy o Zaklínačovi Andrzej Sapkowski, legendárním humoristou je Stanisław Jerzy Lec. Za hranicemi dožil Witold Gombrowicz. Nobelovu cenu za literaturu získali krom Sienkiewicze též Władysław Reymont, Wisława Szymborska a Czesław Miłosz. Nedaleko Varšavy se narodil též další nositel této ceny, židovský spisovatel Isaac Bashevis Singer. Polský původ však má i spisovatel Joseph Conrad, na území dnešního Polska se narodil také německý nositel Nobelovy ceny Günter Grass, držitel stejné ceny Gerhart Hauptmann či americký spisovatel Jerzy Kosiński, rodák z Lodže. Renesanční básník Jan Kochanowski patří ke klasikům polské literatury, v realistické próze podobnou pozici zastává Bolesław Prus. Vytříbeným stylem vstoupil do polské literatury Bruno Schulz. Ke známým autorům patřili též Stefan Żeromski, Zbigniew Herbert, Julian Tuwim, Tadeusz Różewicz, nebo Sławomir Mrożek. Z žijících lze jmenovat Leszka Engelkinga. Ke polské novinářské škole patřil Ryszard Kapuściński.
Nejvýznamnějším polským malířem je Jan Matejko, pokud ovšem nepřiznáme polskou identitu legendě avantgardy Kazimiru Malevičovi (jeho rodiče byli etničtí Poláci, narodil se na Ukrajině, splynul s ruským kulturním prostředím). Byl to také Matejko, kdo objevil talent Stanisława Wyspiańského. Tamara de Lempicka byla představitelkou Art deco. Ve 2. polovině 20. století upoutal pozornost světa svými erotikou nabitými malbami Balthus. Ze sochařů lze jmenovat Józefa Gosławského či Magdalenu Abakanowiczovou. V Lodži se narodil architekt Daniel Libeskind.
Velkou tradici má polská filmová škola, jejím nekorunovaným králem je režisér Andrzej Wajda. Vedle Vajdy se do dějin evropského filmu zapsal především Krzysztof Kieślowski. Řadu festivalových ocenění přivezl též Jerzy Skolimowski. K silné generaci patřil i Krzysztof Zanussi. Agnieszka Holland začínala jako asistentka Vajdy i Zanussiho. V Polsku se však narodil i americký režisér Roman Polański. Dvorním kameramanem Stevena Spielberga je Janusz Kamiński.
Polská herečka Pola Negri byla hollywoodskou hvězdou v éře němého filmu. Izabella Scorupco, jež emigrovala v 70. letech 20. století do Švédska, se proslavila rolí v bondovce Zlaté oko. Polský populární film zajistil proslulost například Jerzy Stuhrovi, především díky nejúspěšnější polské filmové komedii všech dob – Sexmisi z roku 1984.
Významným divadelním režisérem a teoretikem byl Jerzy Grotowski.
Prvním polským kosmonautem byl Mirosław Hermaszewski. Nejznámějším polským cestovatelem je Kazimierz Nowak.
Významnou polskou tenistkou byla světová dvojka Agnieszka Radwańská, wimbledonská finalistka a šampionka Turnaje mistryň. Adam Małysz a Kamil Stoch učinili z Polska světovou velmoc ve skocích na lyžích. Dvě zlaté ze dvou olympiád přivezla běžkyně na lyžích Justyna Kowalczyková. Hvězdou nejúspěšnější polské fotbalové generace byl Zbigniew Boniek, k pilířům slavného reprezentačního mužstva 70. a 80. let patřil i Grzegorz Lato. Několik posledních let vyhrává anketu fotbalista roku jednoznačně Robert Lewandowski. Prvním Polákem ve formuli 1 se stal Robert Kubica, podařilo se mu vyhrát jeden závod, dvanáctkrát stát na stupních vítězů a v roce 2008 skončit na celkovém 4. místě. Nejúspěšnějším polským šachistou je Miguel Najdorf, slavnými šachisty byli i Johannes Zukertort či Samuel Reshevsky. Čtyři zlaté olympijské medaile má chodec Robert Korzeniowski, tři sprinterka Irena Szewińská.